# 卡尔达斯十一人
卡尔达斯十一人竞技协会（西班牙语：Corporación Deportiva Once Caldas），哥伦比亚马尼萨莱斯的一个足球俱乐部。该队曾出人意料的获得了2004年南美解放者杯冠军。